# Kennecott Smokestack

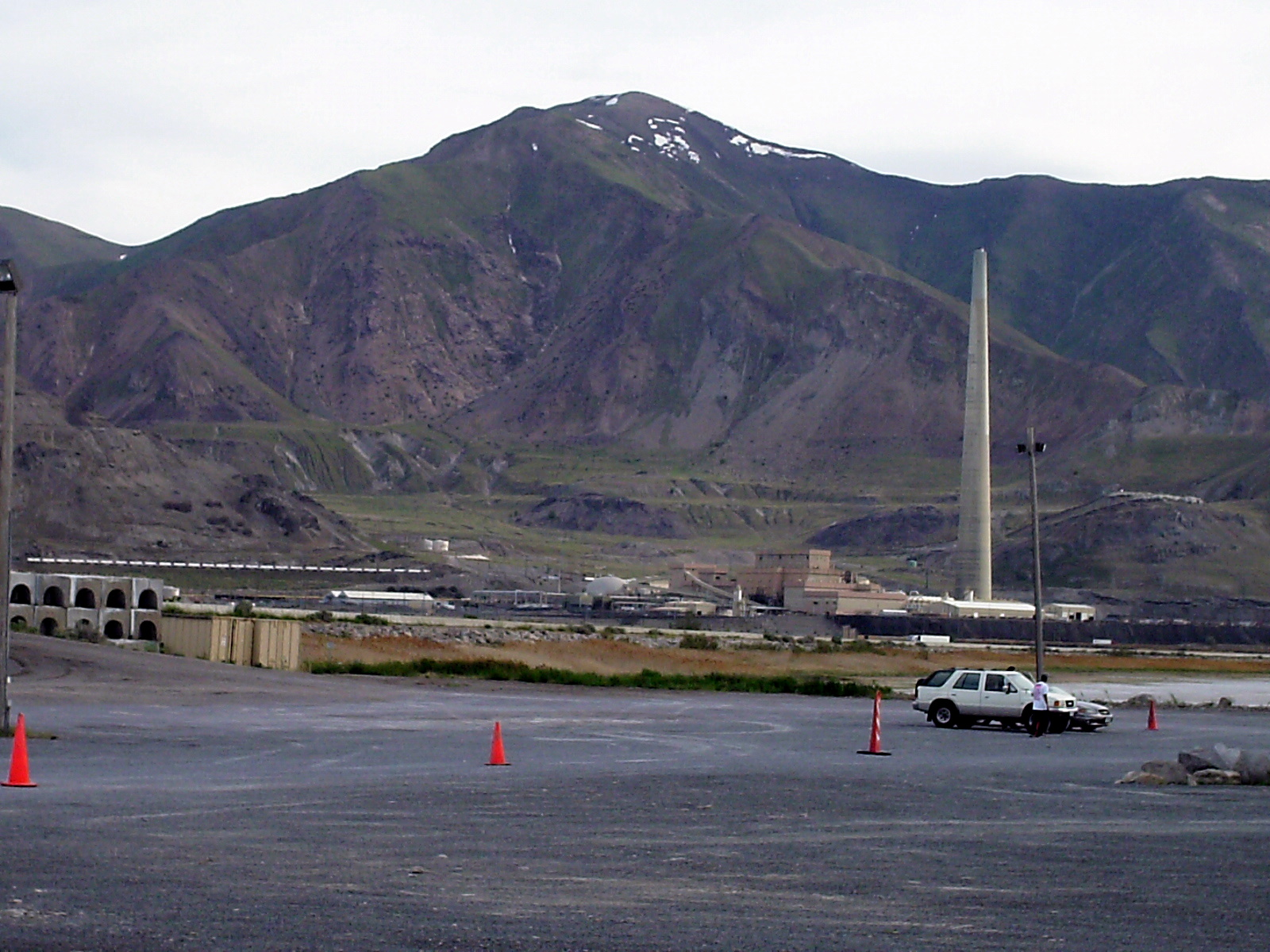
Kennecott Smokestack

Der Kennecott Smokestack ist ein 370,33 Meter hoher Schornstein einer Kupferhütte der Kennecott Copper Corporation im Salt Lake County im US-Bundesstaat Utah. Er wurde 1978 als Folge strengerer Gesetze zur Luftreinhaltung errichtet. Der Kennecott Smokestack ist der zweithöchste Schornstein der USA und der vierthöchste der Welt.